# San Martino in Beliseto
San Martino in Beliseto è una frazione del comune italiano di Castelverde. Dopo il Risorgimento annesse Cavallara. Fu comune autonomo fino al 1928. Famoso per la ricetta della Faraona alla creta, esaltata da un documentario di Mario Soldati del 1958